# Aktorka (film 1953)
Aktorka (ang. The Actress) – amerykański dramat filmowy z 1953 roku w reżyserii George’a Cukora. Scenariusz do filmu napisany przez Ruth Gordon został oparty na autobiograficznej sztuce Years Ago jej autorstwa.

## Fabuła
Nastolatka Ruth Gordon Jones (Jean Simmons) marzy o karierze teatralnej po obejrzeniu wspaniałego występu Pink Lady w bostońskim teatrze. Po otrzymaniu listu od Hazel Dawn, aktorki grającej Pink Lady, Ruth postanawia zrealizować swoje marzenie. Dziewczyna rezygnuje ze szkoły i przenosi się do Nowego Jorku. Jej ojciec Clinton Jones (Spencer Tracy) jest niezadowolony z decyzji córki i namawia ją do pozostania w szkole i zdobycia zawodu nauczyciela wychowania fizycznego. Pierwsze przesłuchanie Ruth okazuje się katastrofą. Ojciec oferuje jej pomoc podczas pierwszych miesięcy w Nowym Jorku, jeśli przynajmniej zdobędzie dyplom ukończenia szkoły.

## Obsada
- Spencer Tracy jako Clinton Jones
- Jean Simmons jako Ruth Gordon Jones
- Teresa Wright jako Annie Jones
- Anthony Perkins jako Fred Whitmarsh
- Ian Wolfe jako pan Bagley
- Kay Williams jako Hazel Dawn
- Mary Wickes jako Emma Glavey
- Norma Jean Nilsson jako Anna Williams
- Dawn Bender jako Katherine Follets
- Jackie Coogan jako Niestosowny

## Nagrody i nominacje
Nagroda Akademii Filmowej
- Najlepsze kostiumy – filmy czarno-białe – Walter Plunkett (nominacja)

Złote Globy
- Najlepszy aktor w filmie dramatycznym – Spencer Tracy

BAFTA
- Najlepszy aktor zagraniczny – Spencer Tracy (nominacja)

Amerykańska Gildia Scenarzystów
- Najlepszy scenariusz komedii – Ruth Gordon (nominacja)